# Zračna luka Vágar
Zračna luka Vágar je jedina zračna luka na Farskim Otocima. Kroz luku prometuju avioni iz nekoliko avionskih kompanija: Atlantic Airways, Air Iceland, i FaroeJet (niskobudžetni letovi). Osim aviona, kroz ovu luku putnici putuju i helikopterima

## Povijest
Luka je izgrađena za potrebe Britanske vojske tijekom Drugog svjetskog rata.  

## Relacije
Avioni iz ove luke putuju iz/u Kopenhagen, Aalborg i Billund u Danskoj, Reykjavík na Islandu, Aberdeen, London i Sumburgh (Shetland) u Velikoj Britaniji, Narsarsuaq na Grenlandu, Oslo i Stavanger u Norveškoj.